# Martin Berger (Filmregisseur)
Martin Berger (* 7. Juli 1871 in Ratibor, Deutsches Reich; † 13. Januar 1935 in Berlin-Britz) war ein deutscher Filmregisseur, Drehbuchautor und Produzent.

## Leben

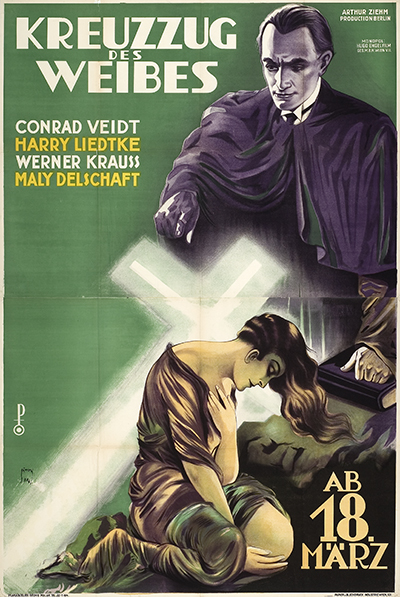
Unter Bergers Regie: „Kreuzzug des Weibes“;
mit Conrad Veidt, Harry Liedtke, Werner Krauss, Maly Delschaft u. a.;
Filmplakat 1926 von Lipót Sátori im Atelier Georg Pollak

Martin Berger begann als Schauspieler, Regisseur und Direktor am Theater. Ab 1916 war er für den Film tätig. Nach zwei eigenen Filmen schrieb er 1917 das Drehbuch zu Otto Ripperts indischem Liebesdrama Die Königstochter von Travankore. Im Revolutionsnovember 1918 setzte sich Berger gegen eine rein kommerzielle Orientierung der Filmproduktion ein und wurde Mitglied im „Bund der Film- und Kinoangehörigen“. Im folgenden Jahr tritt er dem „Verband deutscher Filmautoren“ bei und ist Mitgründer der „Volksfilmbühne“.
Nach Mazeppa, der Volksheld der Ukraine (1919) mit Werner Krauß in der Titelrolle widmete sich Berger einigen sozialkritischen Filmen. Seine ebenfalls 1919 entstandenen Filme Gesindel – Marodeure der Revolution (1919), der ein Rätesystem propagiert, Die Nackten und Todesurteil konnte nur nach Einhaltung von Zensurauflagen gezeigt werden. Im November 1919 gründete er mit der Schauspielerin Grete Ly die Grete Ly Film-Gesellschaft Reß & Berger OHG und produzierte und inszenierte vier Filme mit ihr in der Hauptrolle. Im August 1921 gründete er die B-Z-Film GmbH, die ab Juli 1922 als Martin Berger-Film GmbH firmierte. Neben Spielfilmen stellte Berger, der sich bereits zuvor für sozialistische Ideen engagiert hatte, im Jahr 1922 auch einige kurze Dokumentarfilme über die Arbeiterbewegung her.
Mit Die Schmiede (1924) und Freies Volk (1925) versuchte Berger einen Neuanfang, aber besonders der 1925 entstandene Film wurde eine finanzielle Enttäuschung. Das nachfolgende Melodram Kreuzzug des Weibes aus dem Jahr 1926 mit Conrad Veidt, Maly Delschaft und Werner Krauß war Bergers größter Erfolg. Friedrich Hollaender schrieb für diesen Film seine erste Filmmusik. Thema des Films ist der § 218 StGB. Ein Schwangerschaftsabbruch in einer armen Familie aus sozialer Not und bei einem reichen Ehepaar, das sich ein ärztliches Attest über eine medizinische Indikation ausschreiben lässt, wird gegenübergestellt. Der von der proletarischen Verleihgesellschaft „Weltfilm“ vertriebene Film hatte, da er ausdrücklich Stellung für Abtreibung aus sozialen Gründen bezog, mit Verbotsanträgen zu kämpfen. In Bayern und Danzig wurde er indiziert.
Martin Bergers nachfolgende Filme Die Ausgestoßenen (1927), Rasputins Liebesabenteuer (1928) und Heilige und Dirne (1929) wurden von der Kritik recht unterschiedlich bewertet. Nach seinem einzigen Tonfilm Verklungene Träume (1930) trat Martin Berger nicht mehr mit Filmarbeit in Erscheinung.
Außer Kreuzzug des Weibes, Mazeppa, der Volksheld der Ukraine und Rasputins Liebesabenteuer sind alle Filme Bergers verschollen.

## Filmografie
- 1916: Kismet
- 1917: Die Königstochter von Travankore (nur Drehbuch)
- 1919: Die Nackten – Ein sozialpolitischer Film
- 1919: Marodeure der Revolution
- 1919: Mazeppa, der Volksheld der Ukraine
- 1919: Todesurteil
- 1920: Dieb und Weib
- 1920: Menschen
- 1920: Sturm
- 1921: Mysterium
- 1921: Ton Sort
- 1924: Die Schmiede
- 1925: Freies Volk
- 1926: Kreuzzug des Weibes
- 1927: Die Ausgestoßenen
- 1927: Die Hochstaplerin
- 1928: Rasputins Liebesabenteuer
- 1929: Heilige oder Dirne
- 1929: Sturmflut der Liebe
- 1930: Verklungene Träume